# Tipsy B
Tipsy B byl malý sportovní dvoumístný dolnokřídlý jednoplošník, který navrhl Ernest Oscar Tips. Byl vyráběn v Belgii a i v licenci ve Spojeném království. Celkem bylo postaveno 42 letounů a několik jich stále létá.

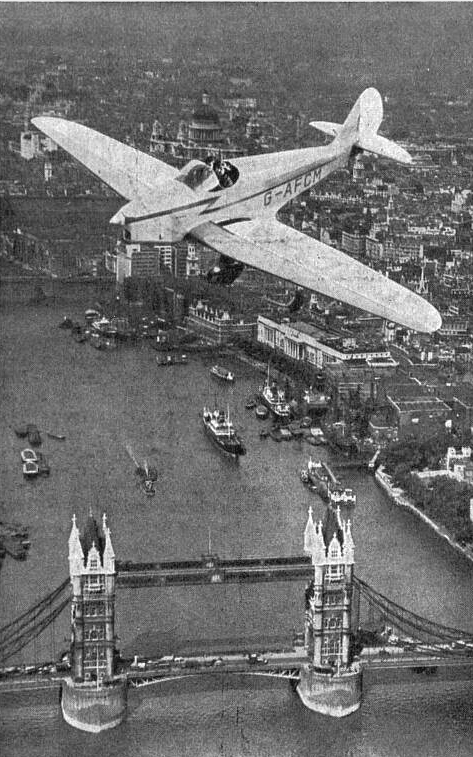
Tipsy B nad centrem Londýna

## Vznik a vývoj
Belgické sportovní letadlo Tipsy B zkonstruoval ředitel továrny Avions Fairley O. E. Tips. Krátce po svém uvedení na trh se začalo vyrábět v licenci i ve Velké Británii (Tipsy Light Aircraft). Tento letoun si získal oblibu mimo Belgie a Spojeného království i v zemích Skandinávie.
Všechny jeho varianty byly osazeny čtyřválcovým řadovým motorem Walter Mikron II (60-62 k). Motor Mikron 4-II (od 1. ledna 1938 přejmenován jako 4-II) byl homologován v Československu ve dnech 9.3.-13.5.1937. Pro použití ve Velké Británii a v ostatních zemích Spojeného království byl motor homologován podle anglických předpisů Ministerstva letectví (Air Ministry). Pro potřeby stavby licenčních letadel Tipsy B ve Spojeném království bylo objednáno 50 motorů Mikron.
Společnost Avions Fairey z Belgie celkem vyrobila 24 letounů a anglická Tipsy Light Aircraft 18 letounů, z toho 3 po II. světové válce (1946).

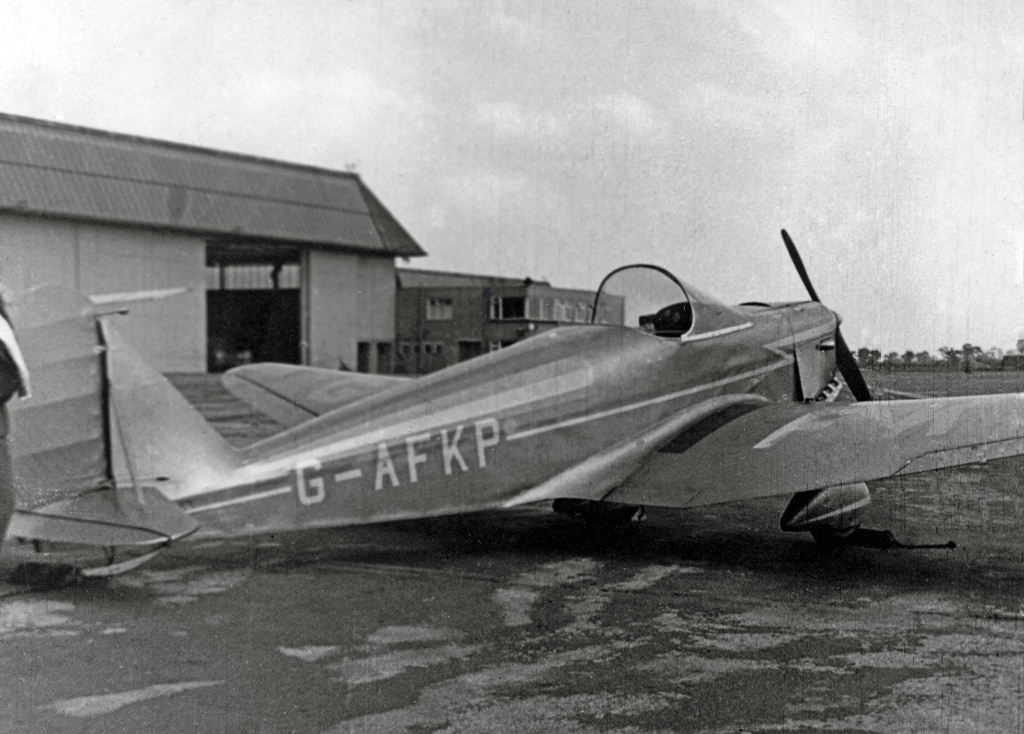
Tipsy Trainer 1 (G-AFKP) na letišti v Manchesteru 1949

## Popis letounu
Tipsy B byl dolnokřídlý samonosný jednoplošník se dvěma sedadly vedle sebe. Kabina byla buď otevřená anebo byla kryta průhledným poklopem. Dvoudílné křídlo s jedním podélníkem bylo dřevěné a v přední části bylo kryto dýhou. Dřevěný trup byl rovněž kryt dýhou a částečně byl potažen plátnem.
Mírně odstupňovaná sedadla posádky byla opatřena dvojím řízením a přizpůsobena pro použití padáků různého typu. Plátnem potažená kormidla byla dřevěná. Podvozek byl tvořen dvěma samostatnými částmi, každá z nich se samonosnou vzpěrou. V rozvidlení vzpěr byla uložena kola v aerodynamickém krytu.

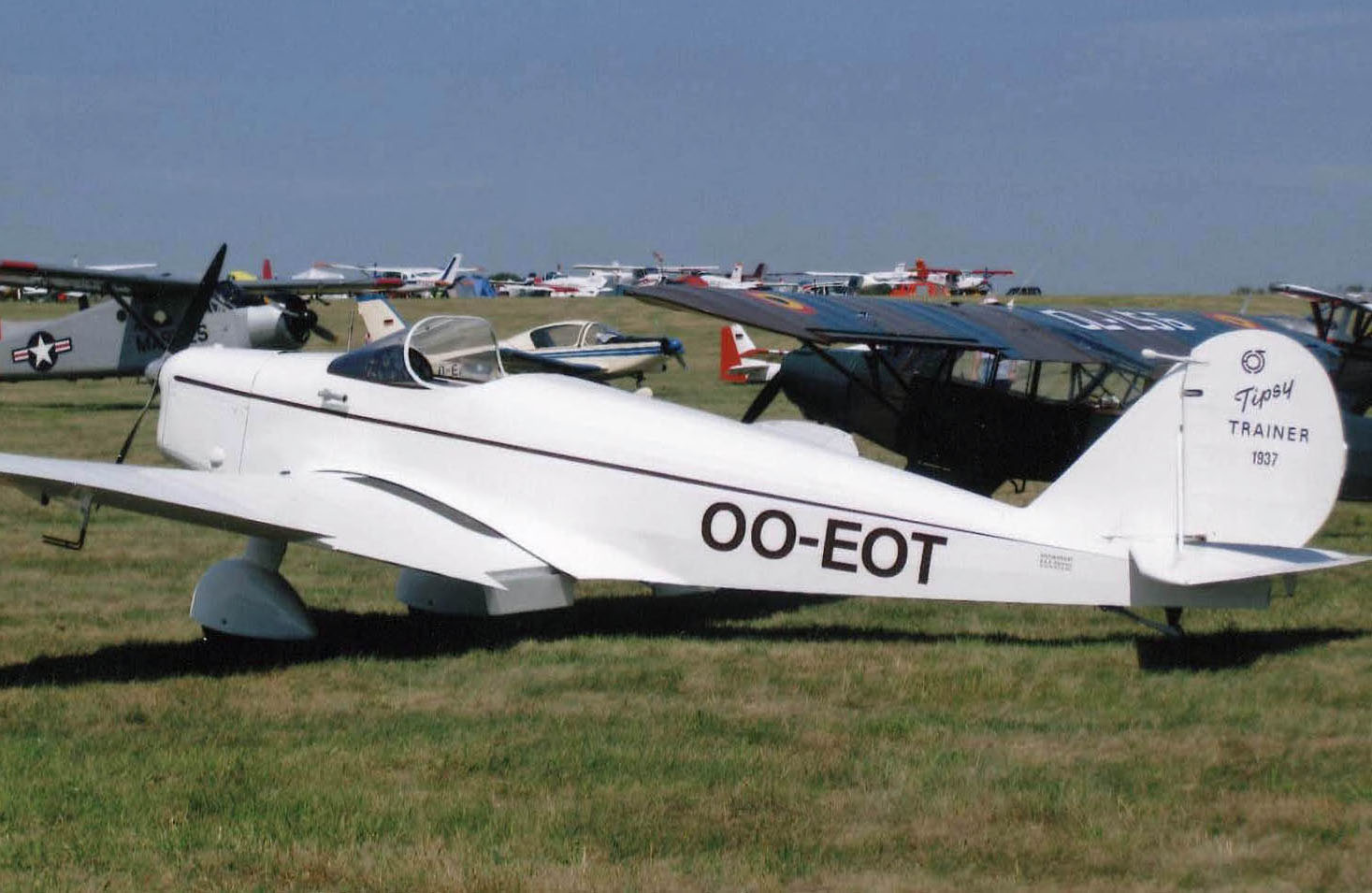
Tipsy Trainer (OO-EOT) na letišti Schaffen-Diest (Belgie, 2009)

## Použití
Letadla Avions Fairey, která byla postavena v Belgii, byla provozována soukromými majiteli a aerokluby v Belgii, Velké Británii, Švédsku, Francii a Švýcarsku. Vlastnictví letadel vyrobených ve Velké Británii bylo podobné; jeden byl exportován do Indie (Britské impérium) a později tam sloužil v RAF. Dvanáct předválečných strojů vyrobených na britských ostrovech se dochovalo do doby po druhé světové válce. Jeden po válce vyrobený stroj byl exportován do Finska, druhý do Belgie.

## Varianty
- Tipsy B - základní verze s otevřeným kokpitem
- Tipsy Bc - verze se s krytým kokpitem
- Tipsy Trainer - verze vyráběná ve Velké Brtitánii, s vyváženými řídicími plochami, sloty, klapkami a zvětšenou směrovkou
- Tipsy Trainer I - jako Tipsy Trainer, avšak se zvýšenou celkovou hmotností

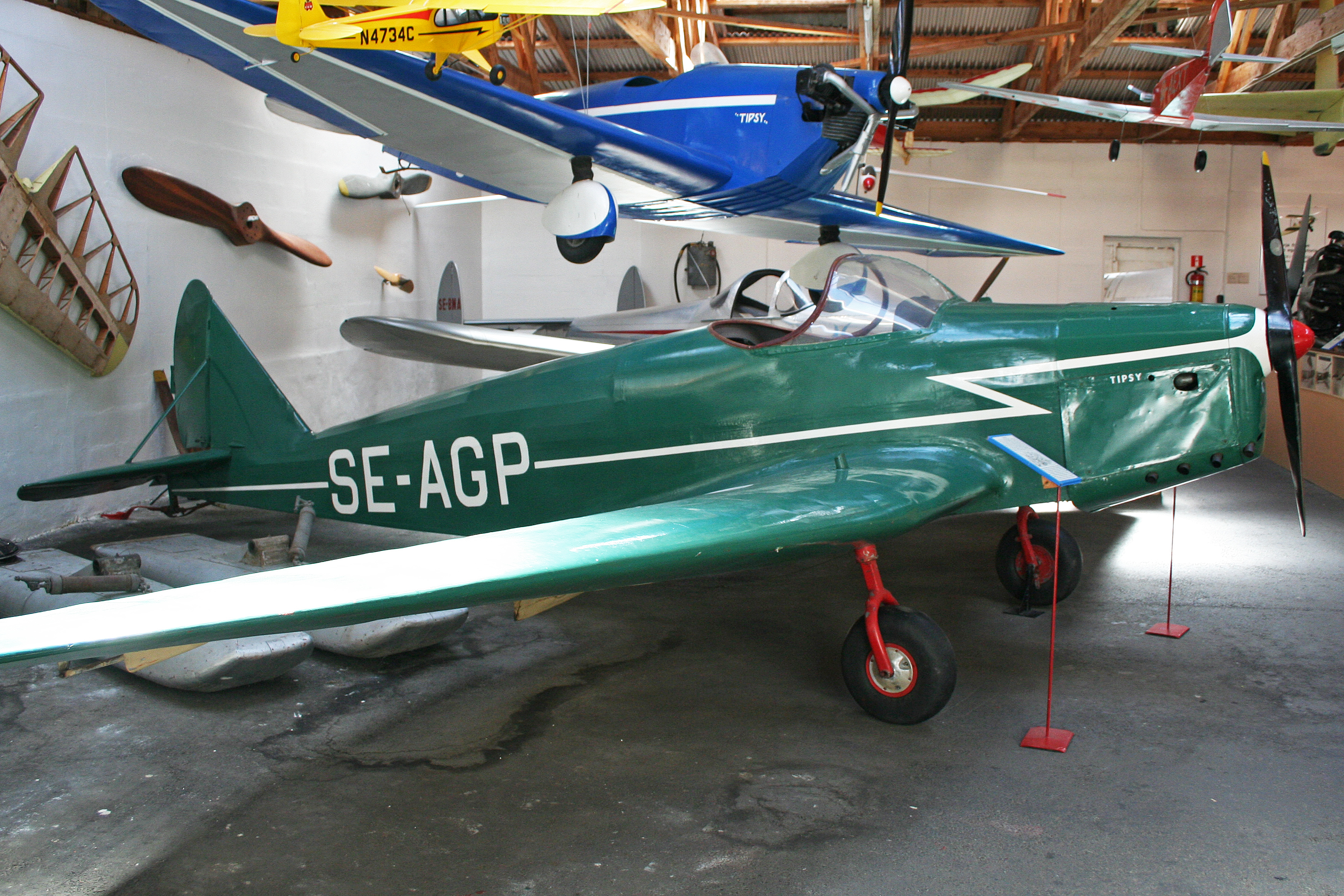
Tipsy B (SE-AGP) ve švédském leteckém muzeu v Ugglarpu (2012)

## Specifikace
Data Tipsy B dle

### Technické údaje
- Posádka: 2
- Rozpětí: 9,5 m
- Délka: 6,6 m
- Výška: 2,1 m
- Nosná plocha: 12,00 m²
- Prázdná hmotnost: 225 kg
- Max. vzletová hmotnost: 450 kg
- Pohonná jednotka: vzduchem chlazený čtyřválcový řadový invertní letecký motor Walter Mikron II
- Výkon pohonné jednotky:
  - jmenovitý: 44,1 kW / 60 k při 2600 min−1
  - maximální: 45,6 kW / 62 k při 2800 min−1
- Spotřeba paliva: 8 l/100 km
- Vrtule: dvoulistá dřevěná

### Výkony
- Cestovní rychlost: 155 km/h
- Maximální rychlost: 180 km/h
- Přistávací rychlost: 75 km/h
- Dolet: 800 km
- Dostup: 6000 m
- Stoupavost: do 1000 m za 7 min, do 2000 m za 15 min